# Charles Potvin
Charles Potvin (Bergen, 2 december 1818 - Brussel, 2 maart 1902) was een Belgische vrijdenker en filosoof.
Charles Potvin groeide op in Bergen. Na zijn studies aan de Katholieke Universiteit Leuven en de Université libre de Bruxelles vestigde hij zich in Brussel, waar hij zich begaf in progressistische kringen.
Potvin publiceerde honderden artikels en werd een centraal figuur in het liberale leven van Brussel, zowel op politiek-filosofisch als op cultureel vlak.
Hij was medeoprichter van de Revue de Belgique en onderhield contacten met tal van buitenlandse prominente vrijdenkers, waaronder de Fransman Victor Hugo en de Italiaan Giuseppe Mazzini.
Na het overlijden van de vorige bewoner Hendrik Conscience in 1883, bracht hij de laatste jaren van zijn leven door in het huidige Wiertzmuseum; het huis van zijn overleden vriend Antoine Wiertz.